# 細川国慶
細川 国慶（ほそかわ くによし）は、戦国時代の武将。通称は源五郎。官途名は玄蕃頭。細川玄蕃家（上野氏）当主。

## 経歴
細川元全の子として誕生。大永3年（1523年）に父・元全が死去して家督を継ぎ、その頃に元服をして細川京兆家（宗家）当主である細川高国から偏諱を受ける。それ以降は祖父である細川元治の後見を受けたとみられるが、細川高国の有力な支援者であった元治は享禄4年（1531年）に高国が細川晴元に討たれた大物崩れの頃に没している（兄弟の生年から元治が既に70歳を越していたのは確実であるが、高国と運命を共にしたものか、病死したものなのかは不明）。国慶は遅くても享禄5年（1532年・天文元年）4月以前に亡き祖父が称していた「玄蕃頭」を称し始めているが、各地を転々としていた国慶の名乗りの変更についてすぐには知られなかったらしく、また元治の死去の年次がはっきりしないこともあって、後世に至って天文年間における「（細川・上野）玄蕃頭」を国慶ではなく祖父の元治と比定を誤る事例がみられる。
高国の没後、国慶は高国の実弟である細川晴国を擁立して晴元に抵抗、天文元年（1532年）5月には丹波国にいた晴国に従う形で京都を奪還すべく高雄に兵を進めるが、6月に京都を守る晴元側の薬師寺国長の反撃で敗退している。その後も、天文3年（1534年）には摂津国で挙兵して本願寺と連携して晴元と戦っているが、本願寺が晴元と和睦するなど戦況は好転せず、天文5年（1536年）8月に晴国が自害に追い込まれると、国慶の動向も不明となる。ただし、この時期に国慶は後に側近として活躍する今村慶満を始めとする京都周辺の土豪や商人を取り込んで自らの与力・内衆（被官）にしていくなど、勢力を固めていく動きを見せている（国慶の玄蕃頭家は元々土佐守護代家（遠州家）の分家で畿内周辺に基盤が無く、その基盤の確立が元治以来の課題であった）。
晴国の没後、国慶は今度は高国の養子であった細川氏綱と連携する動きを見せる。天文7年（1538年）10月、国慶は丹波国の守護代である内藤国貞を味方につけて、国貞は丹波で自らは山崎・宇治で挙兵をするが、この時は期待されていた氏綱や晴元との関係が悪化していた畠山稙長の支援を受けられずに晴元に敗れる。しかし、天文12年（1543年）に入ると、氏綱はついに晴元打倒の兵を挙げると国慶もこれに合流して堺を攻撃する。この時は晴元側に敗れたものの、国慶は氏綱陣営の一員として活動するようになった。天文14年（1545年）4月には国慶は南山城の井手城を攻略して宇治・槙島に兵を進めると、再び内藤国貞の丹波勢と共に京都を目指すが、期待していた畠山稙長が5月に死去すると晴元側の反撃が本格化してまたもや敗退した。
畠山稙長没後の河内畠山家（尾州家）では重臣の遊佐長教が実権を握ったが、長教は氏綱支持の姿勢を明確にして氏綱・国慶への支援を本格化させ、天文15年（1546年）に入ると、摂津国・河内国・和泉国の各地で細川氏綱・遊佐長教陣営と細川晴元・三好長慶陣営の戦いが本格化する。その最中の8月29日になって国慶は一軍を率いて、堺から山崎を経て9月13日には京都を占領する。摂津や丹波方面に兵を割かれていた晴元は京都を維持できずに脱出を余儀なくされ、翌14日には国慶は嵯峨で晴元を破っている。
京都は国慶に占領され、その支配下に置かれることになった。一方、12代将軍足利義晴は晴元の意向で近江国坂本に退避していたものの、氏綱陣営に京都を占領されたことでその氏綱との関係構築も模索していた。氏綱陣営の一員である国慶も京都占領以前から室町幕府の政所執事である伊勢貞孝との交渉を持ち始めていたようであるが、幕府との関係や京都とその周辺の秩序維持（国慶は上洛の際に西岡の徳政一揆の協力を得ていたが、幕府からはその一揆の鎮圧を求められていた）、そして軍事費用の調達の問題に悩まされることになった。氏綱も国慶だけでは心細く感じた模様で、奉行人である斎藤春隆を補佐として京都に派遣しているが、国慶としては幕府など京都の諸勢力との関係維持の重要性を理解しつつも、軍の維持のために押領行為や所領などの安堵と引換とした強引な礼銭徴収に踏み切らざるを得なかった。この矛盾は、同年12月に将軍職を息子の義藤（後の義輝）に譲った足利義晴が義藤と共に京都に帰還した直後に一気に噴き出すことになる。それは国慶が新将軍の就任と京都帰還を口実に京都の市中から強引に地子銭を徴収してそれを押領しようとしたことであった。これには幕府のみならず京都の人々の反感を招き、翌天文16年（1547年）に入ると、摂関家の一条房通が中御門宣綱や山科言継と共に武力で抗議しようと計画し、これに幕府の奉公衆や町々の民衆までも同調する騒ぎとなった。この騒ぎ自体は鹿王院の潤仲周瓏の説得に応じて解散したものの、幕府も国慶を討伐する動きを見せ始めた。そのため、国慶は年明け1月14日に高雄に退去することになり、京都の町々も自発的に地子銭を国慶に納める形で事態が収拾した。この状況を見た細川晴元は四国からの援軍を得て京都奪還に動きだし、5月から6月にかけて行われた芥川山城の攻防では国慶の援軍にもかかわらず敗れ、7月12日には京都は再び晴元の支配下に置かれた。今度は国慶が晴元の追撃を受けて高雄から内藤国貞のいる丹波へと落ち延びることになった。その後も丹波から京都を目指して進軍し、10月5日は桂川沿いの河島城を攻略しているが、その翌6日大将軍にて戦死した。この時に彼の弟である左馬助某も戦死しており、玄蕃頭家は国慶の死によって断絶したとされているが、後年織田信長が足利義昭を奉じて上洛した際に岩成友通と共に「細川玄蕃頭」が勝竜寺城にて抵抗したと記されているため、同家の名跡を継いだ人物がいた可能性はある。また、今村慶満ら残された国慶の内衆は細川氏綱の内衆となり、氏綱陣営に転じた三好長慶の与力として付けられる事になる。
2018年、大阪大谷大学准教授である馬部隆弘がネットオークションで購入した軸装された古文書が、天文16年（1547年）9月に細川国慶によって京都の三条御蔵町宛に出された禁制であることが判明し、武家から都市共同体に直接充てられた最古の文書であると共に三好政権の京都支配の原型が細川国慶にあった可能性を示唆するものとして注目されている。

### 国慶の与力・被官
- 今村備後守慶満
- 津田筑後守経長
- 小泉秀清
- 小泉秀次
- 今村弥七浄久
- 今村弥七政次
- 中河九郎左衛門尉秀信
- 物集女孫四郎慶照
- 物集女孫九郎国光
- 伊吹因幡守広家
- 安岡与三右衛門豊虎
- 渡辺市正勝